# Emberiza caesia

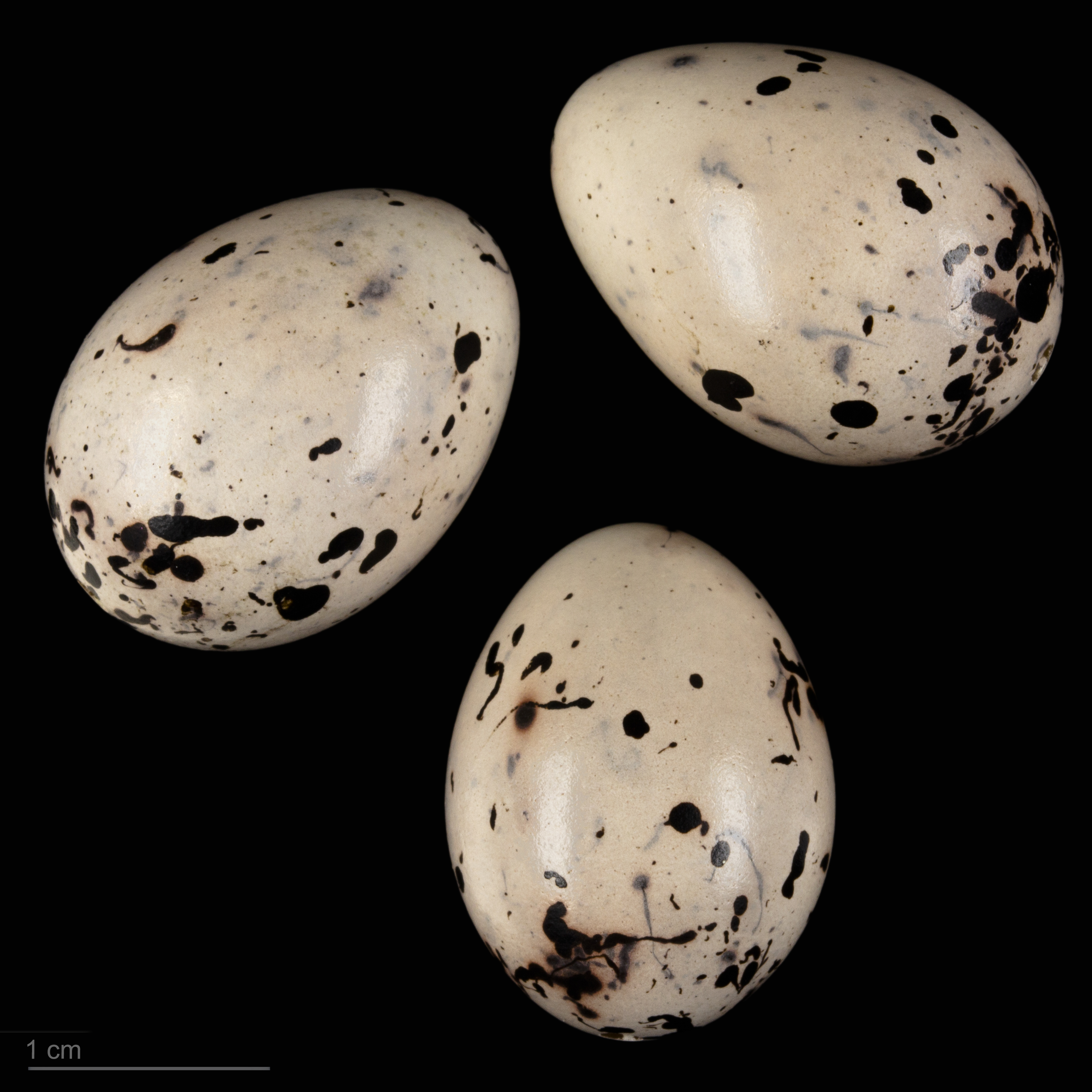
Emberiza caesia - MHNT

El escribano ceniciento (Emberiza caesia) es un ave paseriforme de la familia de escribanos Emberizidae, un grupo separado en la actualidad por la mayoría de los autores modernos de los camachuelos, Fringillidae.

## Descripción
El escribano ceniciento habita la zona de Grecia, Turquía, Chipre y los países costeros a lo largo del borde oriental del Mediterráneo. Es un ave migratoria que pasa los inviernos en Sudán. Muy raramente, puede migrar hacia Europa Occidental.
Para anidar eligen zonas de colinas muy soleadas, con arbustos, ubicadas en islas o cerca de las costas. Se reproduce a niveles más bajos que el escribano hortelano, un ave relacionada que habita los mismos sitios. Deposita entre cuatro y seis huevos por vez, en un nido colocado sobre el suelo. Su alimentación natural consiste en insectos cuando son pichones o mayormente semillas cuando son adultos. 
Esta especie es de tamaño menor que el hortelano. El macho reproductor tiene la cabeza gris con marcas anaranjadas sobre el pico. La parte superior de su cuerpo es marrón y a rayas, excepto por el anca, y la parte inferior es mayormente naranja. El pico es de color rosa. 
Las hembras y los pichones tienen un patrón de color más débil en la cabeza, y se parecen más a los hortelanos. Pueden distinguirse por las ancas marrón oscuro y por las líneas blancas que rodean los ojos. 
El nombre del ave en inglés proviene del médico alemán Philipp Jakob Cretzschmar.